# Solmissus atlantica
Solmissus atlantica är en nässeldjursart som beskrevs av Zamponi 1983. Solmissus atlantica ingår i släktet Solmissus och familjen Cuninidae. Inga underarter finns listade i Catalogue of Life.